# 郑元璹
郑元璹（6世紀—646年），字德芳，郑州荥泽县（今河南省荥阳市）人，出自荥阳郑氏北祖第三房，北周、隋朝、唐朝官员。

## 生平
郑元璹是隋朝岐州刺史、沛国公郑译的儿子，个性聪明有智慧, 喜爱文艺，因为父亲的功劳加仪同，封城皐郡公，食邑二千户，父亲去世后承袭沛国公的爵位，历任骠骑将军，转任武贲郎将，多次以军功晋升为右光禄大夫，升任右候卫将军，改封莘国公。大业末年，郑元璹外任文城郡太守。
大业十三年九月乙卯（617年10月12日），李渊部将张伦从离石道出兵攻克龙泉郡、文城郡等地，郑元璹被俘虏绑起来后送到李渊军中，李渊见到郑元璹，将他释放，任命郑元璹担任太常卿。等到李渊占领京城，郑元璹以本官兼任参旗将军。郑元璹年少时就投身军旅，特别熟悉军法，李渊经常派郑元璹巡查各路军队，教给驻军军法。义宁二年（618年），萧铣在江陵起兵，二月己卯（618年3月5日），李渊派华阳公郑元璹出任太常卿，封沛国公，率领军队从商山上洛道出兵，攻占南阳郡以东各地。
武德元年（618年）九月，唐高祖派遣襄武公李琛和郑元璹将歌妓送给始毕可汗。十月丙申（618年11月17日），朱粲攻打淅州，唐高祖派郑元璹率领步兵骑兵一万人攻击朱粲。十二月辛巳(619年1月1日，郑元璹在商州攻击朱粲，将对方击败。
当时突厥始毕可汗的弟弟乙力设取代哥哥成为叱罗可汗，而且刘武周的将领宋金刚与叱罗可汗互相呼应，前来攻击汾州和晋州。唐高祖李渊诏令郑元璹前往突厥，宣示祸福，叱罗可汗不接受，于是计划总领部落攻击太原，为刘武周做援兵。不久，叱罗可汗患病，治疗后无法痊愈，他的部下怀疑是郑元璹命人下毒，于是将郑元璹囚禁起来不放回唐朝。叱罗可汗因病去世后，颉利可汗即位，留住郑元璹，郑元璹几年中都经常随颉利可汗在牙帐。武德五年（622年）三月，颉利可汗听说唐高祖送给自己财物，又许诺与突厥联姻，才释放郑元璹回到唐朝。唐高祖慰劳郑元璹说：“卿在突厥王庭，被拘押数年，可以和苏武、张骞相比了。”唐高祖任命郑元璹担任鸿胪卿，郑元璹因为母亲去世而离职。
武德五年八月，颉利可汗又进攻并州，八月辛酉（622年9月22日），唐高祖对大臣们说：“突厥入侵，但又来求和，和与战哪个更有利？”郑元璹说：“交战会加深仇怨，不如讲和有利。”中书令封德彝认为：“突厥仗着兵力众多，有轻视中原的意思，如果不战而和，是向他们显示软弱，明年他们还会来。以臣的愚见不如攻击他们，取胜以后再讲和，这样就恩威并重了！”唐高祖听从了封德彝的意见。当时郑元璹服丧未满，唐高祖诏令他从守丧处持节前往突厥军中劝说。突厥从介休至晋州，数百里间，精锐骑兵有数十万，填满了山谷。等到见到郑元璹，颉利可汗责备唐朝违背了突厥，郑元璹随机应对，无所屈服，郑元璹又列举突厥多次违背和约之事，颉利可汗大为惭愧，不能回答。郑元璹又对颉利可汗曰：“汉人与与突厥人风俗不同，汉人得到突厥人也不能把他当臣民，突厥人得到汉人，又有什么用？而且劫掠得到的钱财物资，都归于将士，可汗自己一无所得。不如早日收兵，派遣使者和好，国家必定有大大的赏赐，财物都归于可汗，免于劳苦，坐着享受利益。大唐刚得到天下，就与可汗结为兄弟，使者来往，音讯不断。如今舍善取怨，不要多的要少的，为什么呢？”颉利可汗采纳了郑元璹的意见，即刻撤兵回国。李世民送信慰劳郑元璹：“知道您已经与可汗讲和，于是让边境和平，报警的烽火不用点燃。与少数民族修好，岂是只有魏绛，赐给您颂功纪事的金石，当然不会太久。”武德六年九月戊子（623年10月14日），辅公祏派遣将领徐绍宗进攻海州，陈政通进攻寿阳。邛州的獠族谋反，唐高祖派郑元璹前往讨伐。
从义宁年间之后，郑元璹五次担任出使突厥的使者，有几次都差点要死。贞观元年（627年），郑元璹又出使突厥，返回后上奏说：“突厥的兴盛和灭亡，只有以羊马为准。如今突厥的牲畜困苦穷乏，人都是营养不良的脸色，而且牙帐内做饭时饭变成血，不到三年一定灭亡。”唐太宗认为说得对。没多久，突厥果然败亡。贞观三年（629年），南会州都督郑元璹派遣使者招抚党项，党项酋长细封步赖率领整个部落归附唐朝，唐太宗发诏书抚慰细封步赖。
郑元璹后转任左武候大将军，因事获罪免官，很快被起用担任宜州刺史，再度封沛国公，因年老退休。贞观十八年（644年）十一月，唐太宗想要攻打高句丽，唐太宗认为郑元璹曾经跟随隋炀帝杨广攻打高句丽，将郑元璹招到行在，向他问话，郑元璹回答说：“辽东路途遥远，运粮艰难。东夷善于守城，攻城不能很快攻下。”唐太宗说：“今日非隋朝可比，你只等着听好消息吧。”贞观二十年（646年）时，郑元璹去世，朝廷赠予幽州刺史，谥号简。郑元璹干练机敏，所在之处常有声誉，五次出使突厥，有时危难不能脱身，始终不向朝廷解释这些。但是郑元璹的父亲郑译侍奉继母不孝，隋文帝杨坚曾经赐郑译《孝经》羞愧并勉励他；郑元璹侍奉长辈也不孝顺，舆论鄙视他们。

## 诗歌
郑元璹现存诗歌一首，收录于《全唐诗补编·卷二》：
|                        | 离酺将促，远就池台。酒随欢至，花逐风来。鹤归波动，鱼跃萍开。人生所盛，何过乐哉。 |
| ——《四言曲池酺饮座铭》 |                                                                                  |

## 家庭

### 父母
- 郑译，隋朝上柱国、岐州刺史、莘达公
- 兰陵萧氏，梁简文帝萧纲孙女，当阳王萧大心之女，封安固公主

### 兄弟
- 郑善愿，归昌县公
- 郑元琮，城皋郡公
- 郑元珣，永安县男

### 子女
- 郑弘节，唐朝洛阳县县令、归州刺史
- 郑氏，嫁凤州刺史杨思讷

## 延伸阅读
[在维基数据编辑]
 《新唐書·卷100》，出自《新唐書》